# Mansonia papuensis
Mansonia papuensis är en tvåvingeart som först beskrevs av Taylor 1914.  Mansonia papuensis ingår i släktet Mansonia och familjen stickmyggor. Inga underarter finns listade i Catalogue of Life.